# Neolophonotus zambiensis
Neolophonotus zambiensis är en tvåvingeart som beskrevs av Jason Gilbert Hayden Londt 1986. Neolophonotus zambiensis ingår i släktet Neolophonotus och familjen rovflugor.
Artens utbredningsområde är Zambia. Inga underarter finns listade i Catalogue of Life.